# Burg Ranzow
Die Burg Ranzow ist der Mittelpunkt von Materborn, einem Ortsteil von Kleve am Niederrhein in Nordrhein-Westfalen.

## Geschichte
Die Niederungsburg wurde 1663 erstmals erwähnt. Auf ihren Erbauer, Georg Friedrich Ludwig von Nassau-Siegen, ein Bruder des berühmten klevischen Statthalters Johann Moritz von Nassau-Siegen, weist die Inschrift des Wappens am barocken Turm über dem Portal hin.
Im 18. Jahrhundert erwarb Julius Ferdinand von Rantzau, ein Angehöriger dieser ostholsteinischen Familie, das Gut mit seinen Liegenschaften als Herrensitz. Aus dieser Zeit stammt auch der Name „Ranzow“.
Im 19. Jahrhundert und bis zum Beginn des 20. Jahrhunderts diente das Haus unter anderem als Wohnsitz und Dampfmühle, später auch als Heim für gefährdete Jugendliche.
1913 wurde die Ordensgemeinschaft der Cellitinnen zur Hl. Maria in Köln Eigentümerin. Die Burg diente als Kindergarten, Haushalts- und Handarbeitsschule. 1920 wurde der Betrieb eines Sanatoriums aufgenommen.
Im Zweiten Weltkrieg diente das Haus als Lazarett und wurde nach erheblichen Beschädigungen 1944 aufgelöst. Nach dem Wiederaufbau mit vielen baulichen Veränderungen und Erweiterungen in den letzten Jahrzehnten dient die Burg seit 2002 als modernes Seniorenheim.

## Galerie

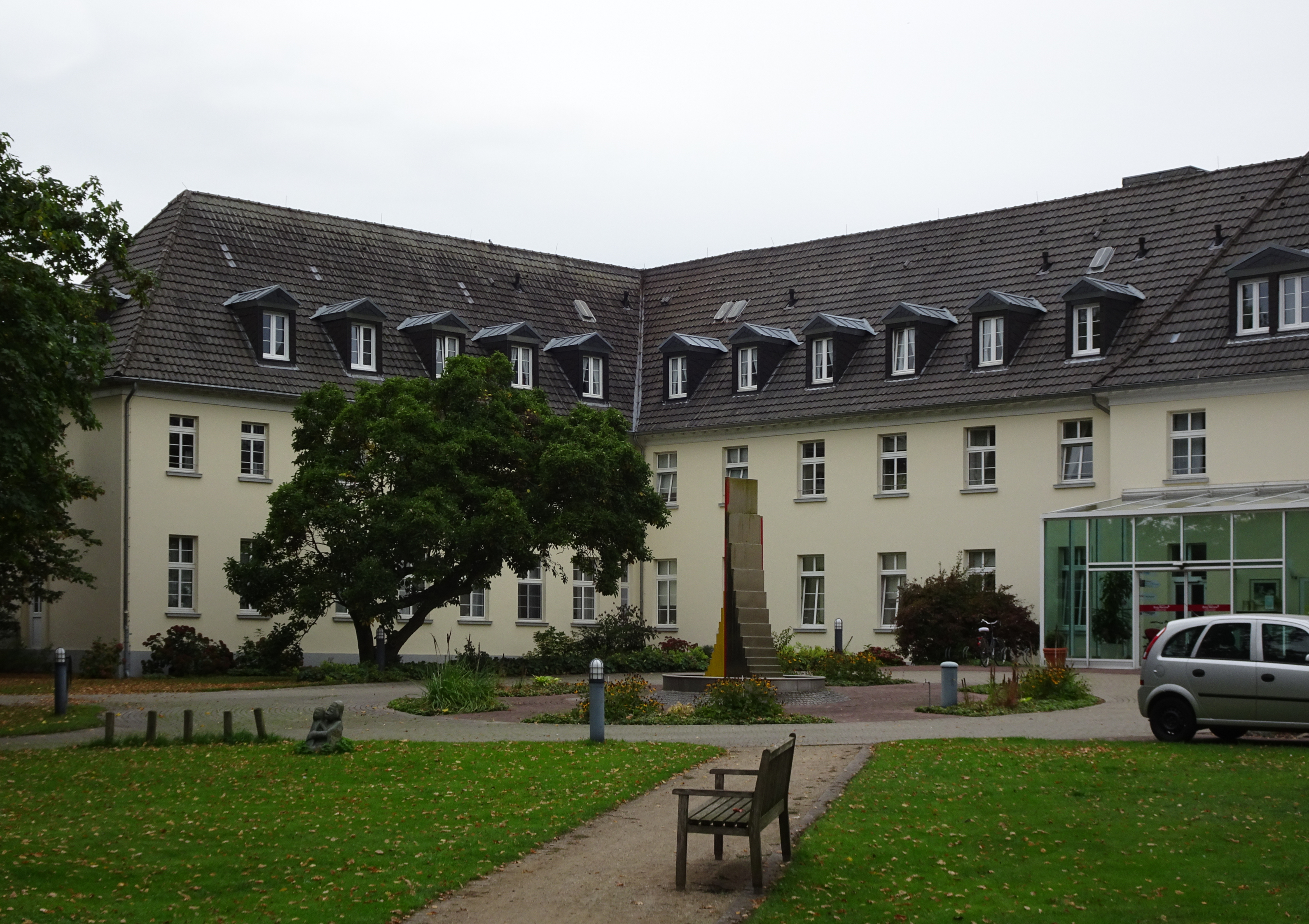
Burg Ranzow, Übersicht
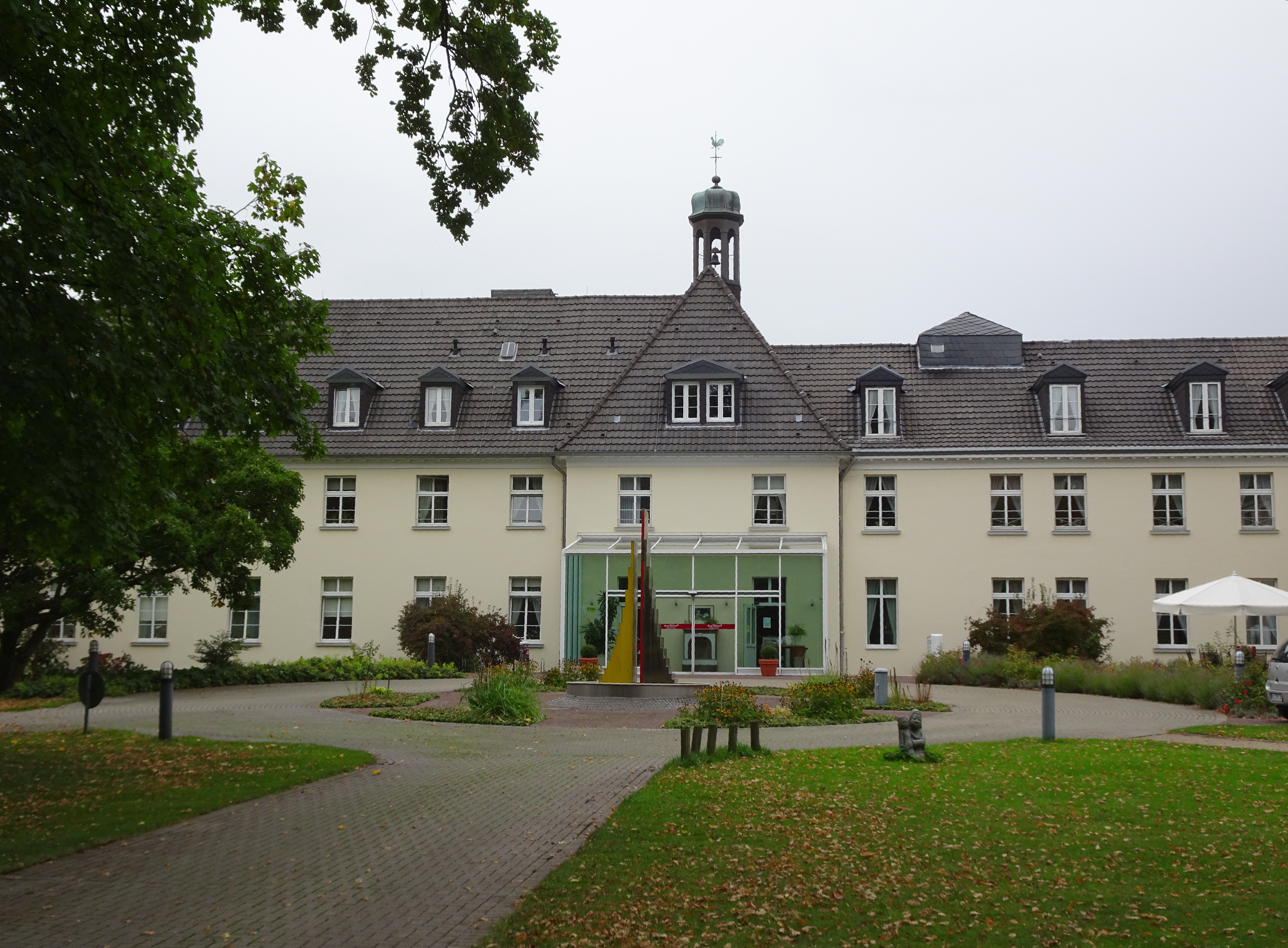
Burg Ranzow, Übersicht
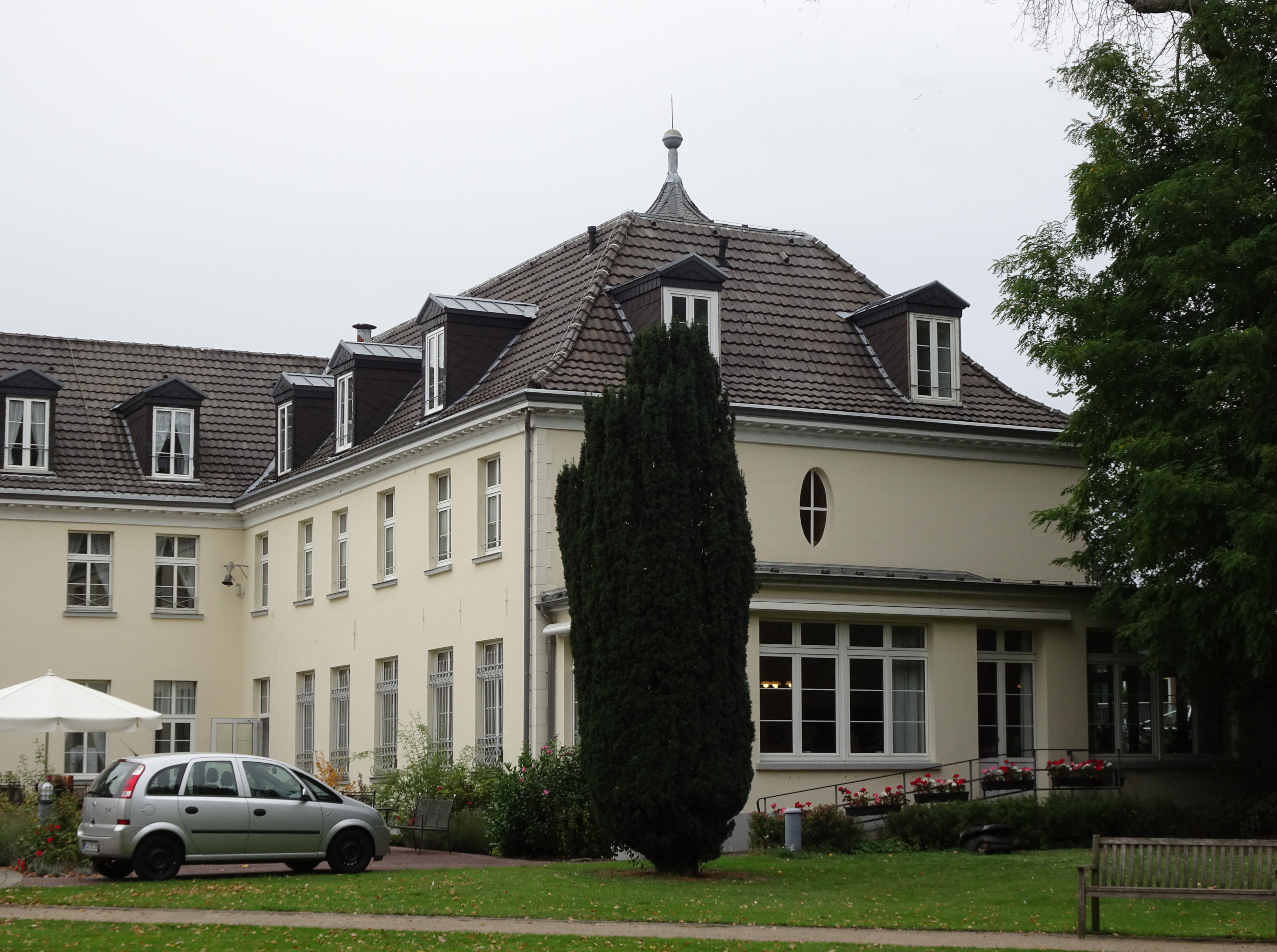
Burg Ranzow, Übersicht
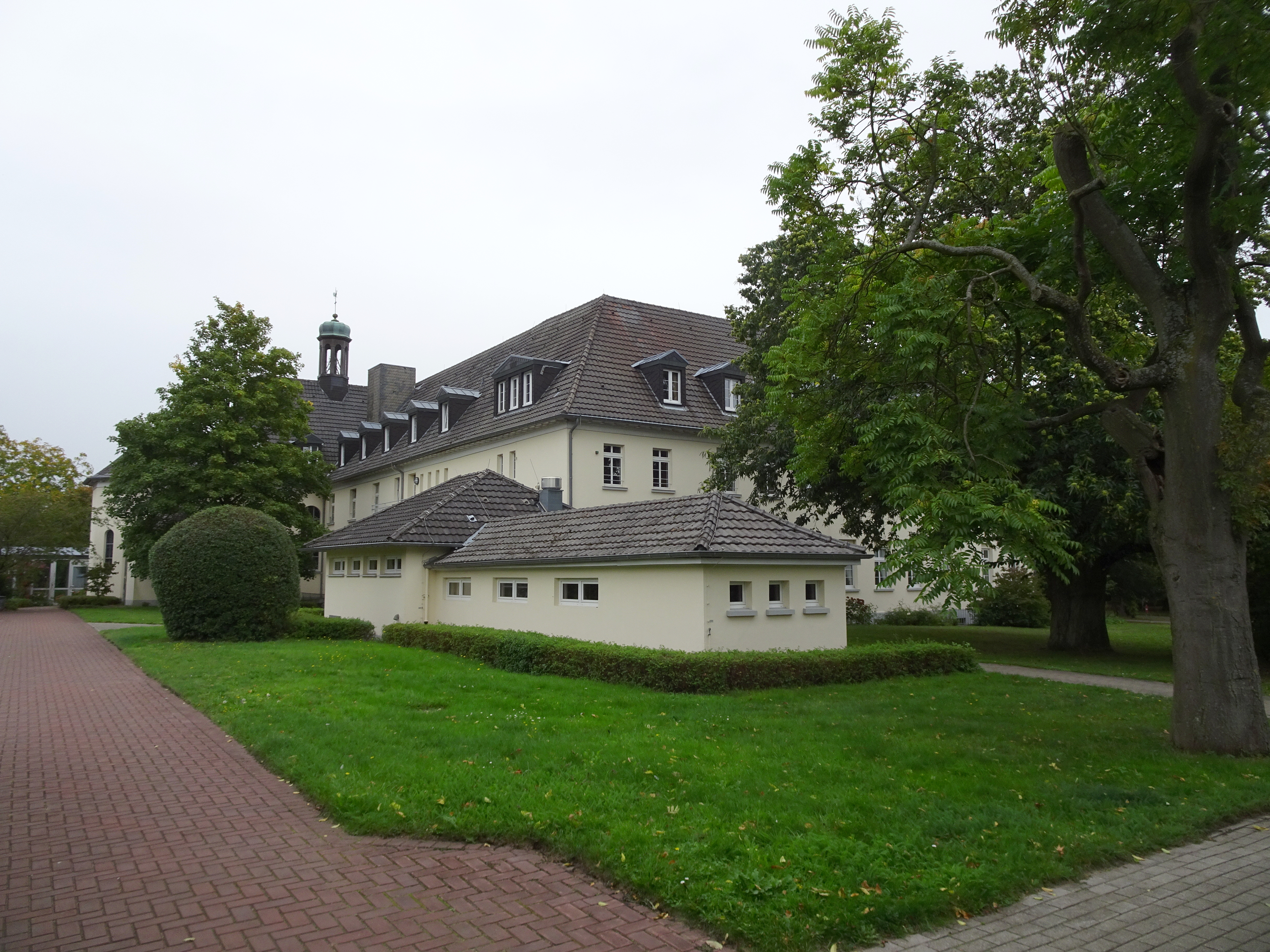
Burg Ranzow, Park
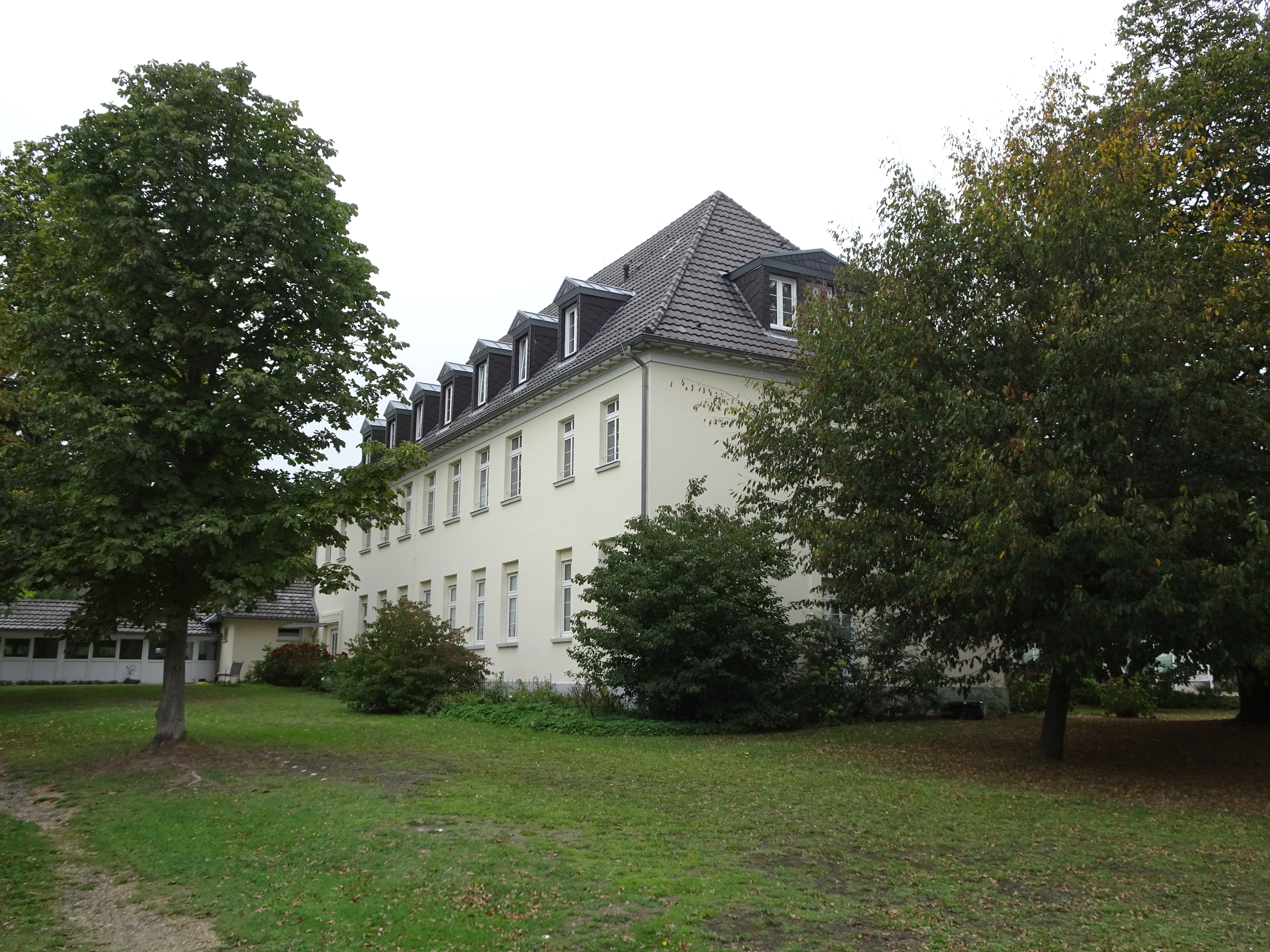
Burg Ranzow, Park
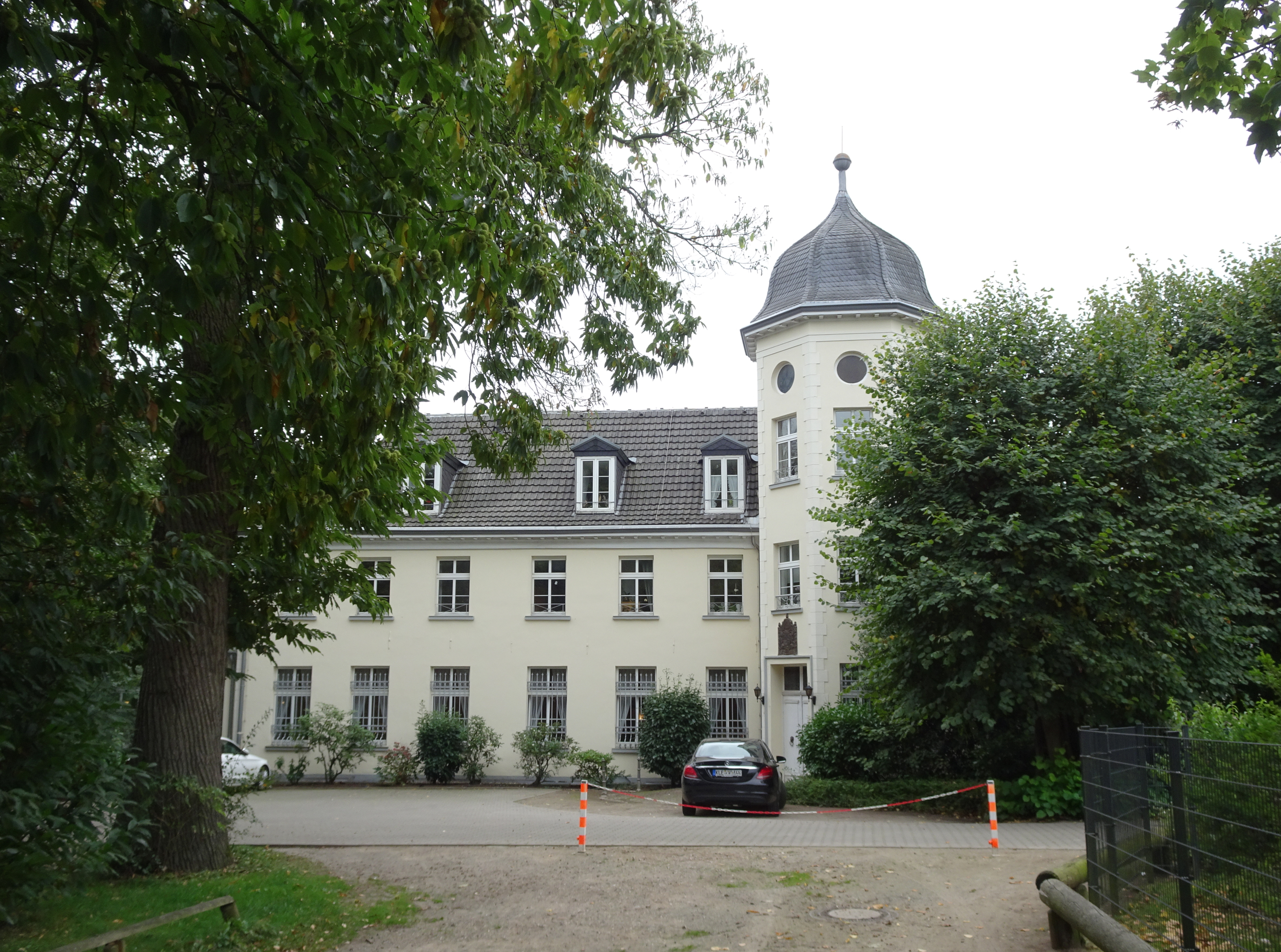
Burg Ranzow, Turm

## Weblink
- Fotogalerie (Memento vom 20. Oktober 2007 im Internet Archive)